# Thierry Janeczek
Pas d'image ? Cliquez ici

a Compétitions nationales et continentales officielles uniquement.

b Matchs officiels uniquement.
 Thierry Janeczek, né le 6 août 1959 à Saint-Denis-du-Sig en Algérie française, est un joueur international français de rugby à XV évoluant au poste de troisième ligne aile.
Il est surnommé « le Zèbre ».

## Biographie

### Carrière de joueur
Il a disputé son premier test match le 14 novembre 1982, contre l'équipe d'Argentine, son dernier test match fut contre l'équipe de Roumanie,  le 24 mai, 1990.
Le 10 mai 1986, il est invité une première fois avec les Barbarians français pour jouer contre l'Écosse à Agen. Les Baa-Baas l'emportent 32 à 19.

### Carrière d'entraîneur
Il est entraîneur et sélectionneur de l'équipe de France de rugby à sept de 1996 à 2010 et membre de la direction technique nationale. En janvier 2017, il est nommé manager-adjoint de l'équipe de France de rugby à sept.

## Palmarès
- Finaliste du championnat de France (1) : 1988

## Statistiques en équipe nationale
- Sélections en équipe nationale : 3
- Sélections par année : 2 en 1982, 1 en 1990